# Sarra Lebedeva
Sarra Lebedeva (Сарра Дмитриевна Ле́бедева), née Darmolatova (Дaрмoлатова) (1892-1967), est une sculptrice russe et soviétique. Elle est la sœur de la poétesse Anna Radlova. 
Le cratère vénusien Lebedeva a été nommé en son honneur .